# Бретонська мова
Брето́нська мова (самоназва: Brezhoneg, Brezoneg) — кельтська мова бритської підгрупи індоєвропейської мовної сім'ї. Вельми близька до валлійської, особливо до корнської і споріднена з галльською мовами.
Бретонською мовою говорять на північному заході Франції в Нижній Бретані — переважно в департаменті Фіністер (брет. Penn ar Bed) і на заході департаментів Кот-д'Армор (брет. Aodoù-an-Arvor) і Морбіан (брет. Mor-bihan).
Сильний вплив французької мови протягом декількох століть викликав в бретонській появу низки ознак, що не відзначаються в острівних кельтських мовах — зокрема, в інших бритських. З цих рис у фонетиці: огублені голосні /y/ та /œ/; велика кількість носових голосних; увулярний звук /ʁ/. У граматиці: система складних і надскладних імен; наявність артиклів; запозичення з французької продуктивних суфіксів, наприклад, -ans, -aj, -er. Французька мова вплинула і на синтаксис. За французьким зразком побудовані слова, що позначають спорідненість людей: tad-kaer — фр. beau-père «тесть» тощо. В цілому вплив французької мови на бретонську цілком не вивчено.
Бретонську мову іноді називають «армориканська бретонська мова», що походить від старої назви півострова Бретань — Ар(е)морика.

## Лінгвогеографія

### Ареал і чисельність

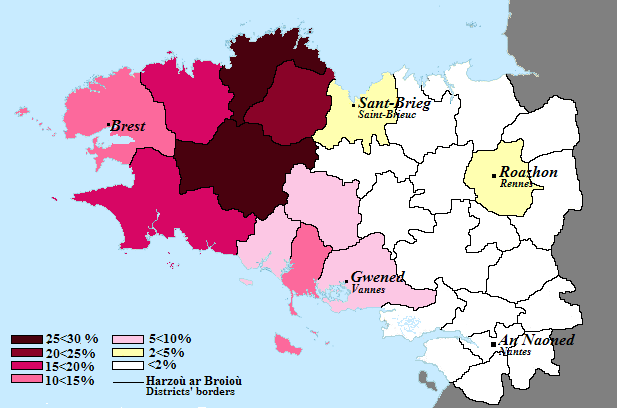
Число носіїв бретонської мови у відсотковому відношенні за регіонами Бретані (2004)

Станом на початок XXI століття бретонська мова перебуває під загрозою зникнення: більшість носіїв — літні люди, і мова недостатньо активно передається молодшому поколінню. До того ж бретонська не є офіційною мовою Бретані, й у державних установах використовується французька; бретонською говорить головним чином сільське населення. Незважаючи на це, нею видається письменство: як діалектами КЛТ, так і ванським, ведуться радіо- і телепередачі. За даними TMO-Fañch Broudic 2007 року, число активних носіїв мови — 206 тис. чол., що складає 5 % від населення Бретані. За оцінками початку 1990-х років, бретонською мовою володіло близько 250 тис. осіб старше 15 років, тоді як 1983 року — 615 тис. чол. Майже всі вони говорили і французькою мовою; число осіб, що володіли тільки бретонською, невідомо, але навряд чи перевищувало 1 % від наведеного числа. За даними онлайн-довідника Ethnologue, 2013 року кількість носіїв бретонської мови складало 206 тис. чоловік.
Приблизна кількість мовців у 2010—2015 роки:
| Область               | Населення | Кількість носіїв | Відсоток мовців від загального населення |
| --------------------- | --------- | ---------------- | ---------------------------------------- |
| Нижня Бретань         | 1,3 млн   | 185 000          | 14,2 %                                   |
| Centre Ouest Bretagne | 112 000   | 20 000           | 20 %                                     |
| Trégor-Goelo          | 127 000   | 25 000           | 20 %                                     |
| Pays de Brest         | 370 000   | 40 000           | 11 %                                     |
| Pays de Cornouaille   | 320 000   | 35 000           | 11,5 %                                   |
| Pays de Lorient       | 212 000   | 15 000           | 7,3 %                                    |
| Pays de Vannes        | 195 000   | 11 000           | 5,5 %                                    |
| Pays de Guingamp      | 76 000    | 12 000           | 17 %                                     |
| Pays de Morlaix       | 126 000   | 15 000           | 12 %                                     |
| Pays de St Brieuc     | 191 000   | 5 000            | 3 %                                      |
| Pays de Pontivy       | 85 000    | 6 500            | 8 %                                      |
| Pays d'Auray          | 85 000    | 6 500            | 7,6 %                                    |
| Верхня Бретань        | 1,9 млн   | 20 000           | 2 %                                      |
| Pays de Rennes        | 450 000   | 7 000            |                                          |
| Атлантична Луара      | 1,3 млн   |                  |                                          |
| Pays de Nantes        | 580 000   | 4 000            | 0,8 %                                    |
| Загальна              | 4,56 млн  | 216 000          | 4,6 %                                    |

### Соціолінгвістичні відомості

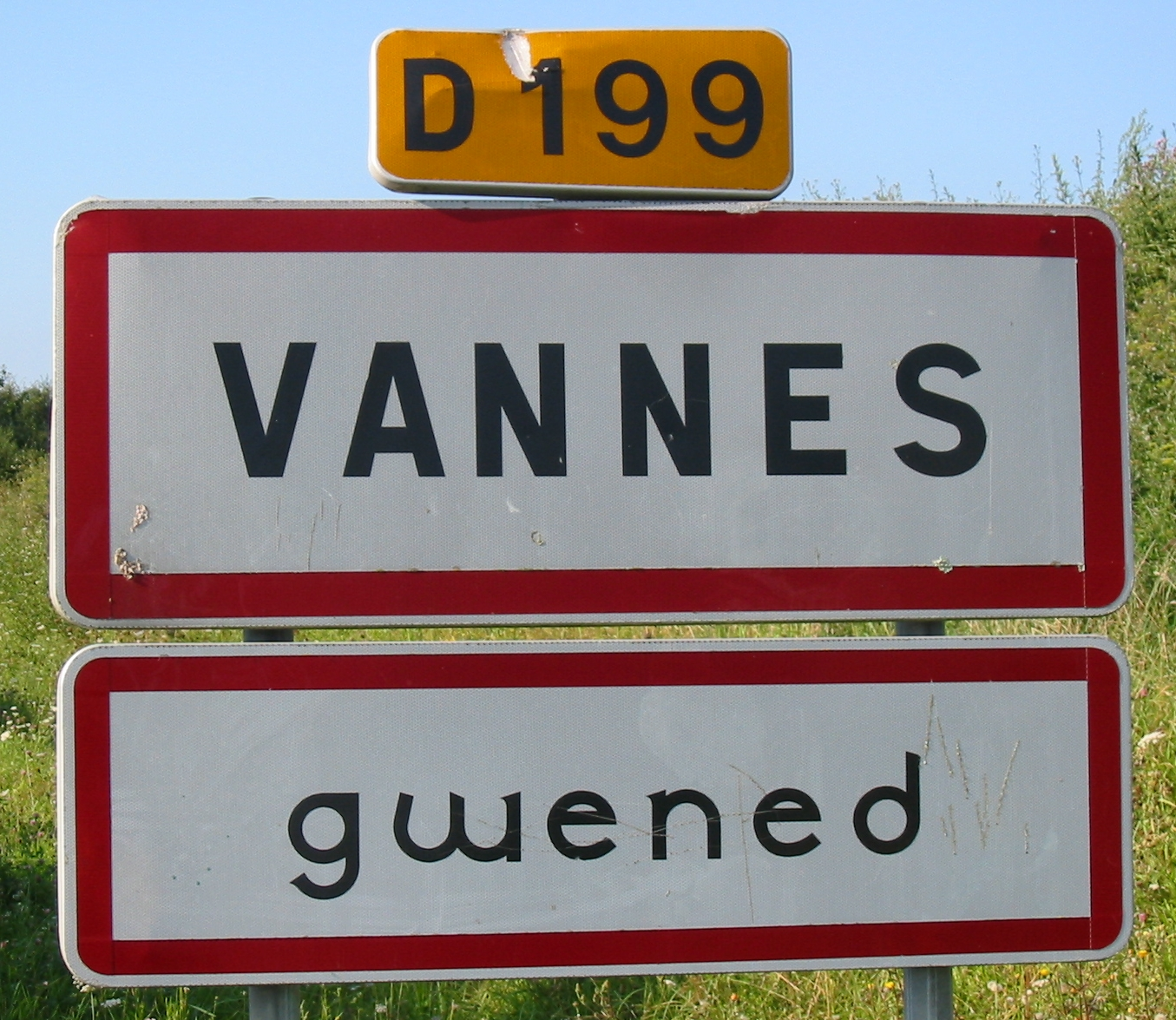
Двомовний дороговказ у місті Ванн

Один з труднощів, що стоїть перед ентузіастами відродження бретонської мови — існування щонайменше трьох різновидів правопису: KLTG, або «об'єднаний» правопис (peurunvan, чи Zedacheg — за прийнятим у ньому диграфом zh, що означає z в діалектах КЛТ і h у ванському діалекті); «університетський» (skolveurieg), що існує в двох видах для діалектів КЛТ і ванського діалекту; та «міждіалектний» (etrerannyezhel), заснований на етимологічному принципі і близький до правопису Ж.-Ф. Ле Ґонідека.
Літературна мова укладена у XIX столітті на основі діалектів групи КЛТ (переважного леонського), проте не всі його норми було вироблено. Більшість носіїв мови не володіє літературною мовою і говорить діалектами.
Викладання бретонською мовою здійснюється в мережі приватних шкіл «Діван» (diwan). З 1994 року за законом Тубона, прийнятим з метою захисту французької мови від зовнішнього впливу, держава фінансує виключно франкомовні школи. Інший спосіб збільшення числа носіїв мови — програма «Div Yezh» («Дві мови») в державних школах, яка була запущена 1979 року. Інша програма під назвою «Dihun» («Пробудження») була запущена 1990 року для двомовного навчання в церковних школах. 2018 року 18 337 школярів (близько 2 % усіх школярів Бретані) відвідували школи «Diwan» або школи з програмами «Div Yezh» чи «Dihun». Це число збільшувалося щороку. 2007 року близько 5000 повнолітніх відвідували курси бретонської мови.
| Рік  | Кількість | Відсоток від загального числа школярів Бретані |
| ---- | --------- | ---------------------------------------------- |
| 2005 | 10 397    | 1,24 %                                         |
| 2006 | 11 092    | 1,30 %                                         |
| 2007 | 11 732    | 1,38 %                                         |
| 2008 | 12 333    | ± 1,4 %                                        |
| 2009 | 13 077    | 1,45 %                                         |
| 2010 | 13 493    | 1,48 %                                         |
| 2011 | 14 174    | 1,55 %                                         |
| 2012 | 14 709    | 1,63 %                                         |
| 2013 | 15 338    | 1,70 %                                         |
| 2014 | 15 840    |                                                |
| 2015 | 16 345    |                                                |
| 2016 | 17 024    |                                                |
| 2017 | 17 748    |                                                |
| 2018 | 18 337    | 2 %                                            |

| Департамент      | ! Відсоток |
| ---------------- | ---------- |
| Фіністер         | 4,71 %     |
| Морбіан          | 4,3 %      |
| Кот-д'Армор      | 2,86 %     |
| Іль і Вілен      | 0,71 %     |
| Атлантична Луара | 0,29 %     |

Популяризатором мови виступає бретонський музикант Денез Пріжан — виконавець традиційної музики в жанрах «gwerz» («голосіння») і «Kan ha diskan» («танцювальна пісня»), доповнених сучасними мотивами. Також відомою співачкою, що виконує пісні бретонською мовою, є Сесіль Корбел.

### Діалекти

Діалекти бретонської мови

Бретонська мова складається з 4 основних діалектів:
- корнуайський (kerneveg, французькою — cornouaillais, не слід плутати з kernewek — самоназва корнської мови), на якому говорить 41 % усіх носіїв, поширений в околицях міста Кемпер;
- леонський (leoneg, французькою — léonard) — діалект району Бро-Леон (брет. Bro Leon, фр. Pays de Léon) на півночі Фіністера; найближчий до сучасної літературної бретонської мови;
- треґ'єрський (tregerieg, французькою — trégorrois) — діалект області Треґор (брет. Landreger, фр. Tréguier);
- ванський (gwenedeg, французькою — vannetais) — діалект району міста Ванн; ванським діалектом говорить усього 16 % носіїв мови.

Діалекти бретонської мови можна розділити на дві групи: перша охоплює корнуайський, леонський, треґ'єрський діалекти (об'єднуються скороченням КЛТ); друга — ванський діалект. Однією з основних рис поділу діалектів є постановка наголосу: наголос ставиться на передостанній склад в КЛТ і на останній — у ванському діалекті. Обидві групи досить сильно відрізняються одна від одної і носії КЛТ погано розуміють ванський діалект. Найдавніші ознаки діалектного членування бретонської мови (зміна положення наголоси в КЛТ) сягають X—XI століть; остаточне утворення діалектів у центрі і на північному сході області, де поширена бретонська мова, сягає XII—XIV століть, на півночі — XV—XVI століть. Ванський діалект остаточно склався до XV—XVI століть, інші ж — XVII століття.
Усередині кожного діалекту є регіональні та місцеві особливості, виходячи з яких виділяються окремі говори. Ванський діалект умовно можна розділити на дві групи говірок: верхньованську і нижньованську. Найкраще вивчено відмінності у фонетиці, значно гірше — в морфології; відмінності у синтаксисі майже не вивчено.

## Писемність
Писемність бретонської мови та її діалектів ґрунтується на латинському алфавіті — насамперед, на його французькому різновиді; таким чином, частина звуків має спільні з французькими позначення.
Сучасний бретонський алфавіт:
| A | B | CH | C'H | D | E | F | G | H | I | J | K | L | M | N | O | P | R | S | T | U | V | W | Y | Z |
| a | b | ch | c'h | d | e | f | g | h | i | j | k | l | m | n | o | p | r | s | t | u | v | w | y | z |

- Букви x і q у бретонський алфавіт, на відміну від французького, не входять[6].
- Диграф c'h позначає [x], а ch — [ʃ]; eu позначає [œ][5].
- Диграф zh залежно від діалекту читається або як z, або як h.
- Носові голосні передаються за допомогою ñ[5].
- Букви з діакритикою — é, è, ê, î, ī, ñ, ū, ô тощо — вважаються додатковими і до основного алфавіту не входять[6]. У деяких джерелах букви é, ê, ñ, ù і т. д. включаються в основний алфавіт, однак, так як слова з цих букв не починаються, до алфавіту входять тільки їх малі різновиди[7].

«Університетська» орфографія 1955 року зблизила правописи діалектів КЛТ і ванського.
Старий бретонський алфавіт: A B K D E F G GW H CH C'H I Y J L M N O P R S T U V W Z.

## Історія мови
Давньобретонський період сягає VIII—XI століть н. е. Бретонці переселилися до земель сучасної Франції в другій половині V століття з півдня Британії, звідки їх витіснили набігами англосакси. Ще IX століття бретонці займали весь півострів від гирла Луари на півдні та до району Мон-Сен-Мішель на півночі. В наступні століття межі поширення бретонської мови пересунулися на захід. Докладні відомості про бретонську мову датуються середньобретонським періодом (з XI століття, пам'ятки з XIV ст. — до цього часу збереглися лише глоси в латинських трактатах й ономастика (власні імена)). До IX століття вплив романських діалектів на бретонську мову був незначним; за середньобретонської доби (середина XI століття — середина XVII століття) посилюється вплив французької мови. Словниковий склад у великому обсязі поповнюється запозиченнями з французької мови; він також впливає на граматичну будову бретонської. Бретонська мова перебувала під тиском французької упродовж майже всієї своєї історії. Початок новобретонського періоду пов'язується з виходом 1659 року граматики Ж. Монуара. На початку XIX століття Ж.-Ф. Ле Ґодінек почав пуристичні реформи, спрямовані на «рекельтизацію» бретонської мови.
У Середньовіччі існувала багата бретонська література, її традиція припинилася лише XVII століття. Не маючи офіційного статусу після втрати автономії Бретані, бретонська мова збереглася головним чином серед сільського населення, натомість у містах французька мова стала повністю переважати вже з XVIII століття. Проповідницька діяльність бретонською мовою почалася досить рано. Повсюдну освіту в Бретані було введено тільки XIX століття, однак її здійснювали виключно французькою, а бретонську мову було повністю заборонено. Водночас XIX століття піднялася хвиля зацікавленості до вивчення бретонської мови і фольклору, важливу роль в якій зіграв Ж.-Ф. Ле Ґонідек, який вважається творцем сучасної бретонської літературної мови.
Протягом XIX і XX століть французька політика тривалий час була спрямована на витіснення бретонської мови. Деяке відродження бретонської мови мало місце за окупації Франції німецькими військами під час Другої світової війни (а саме в 1940—1944 роках); в наступні роки викладання бретонської мови з боку уряду або обмежувалося однією годиною на тиждень (так званий Закон Дексона 1951 року), або не мало майже ніякої підтримки (в 1970—1980 роках бретонську мову в середніх школах вивчали тільки 5 % учнів).

## Лінгвістична характеристика

### Фонетика і фонологія

#### Голосні
Літературний різновид має наступний склад вокалізму: /i/, /y/, /e/, /œ/, /ɛ/, /a/, /ɔ/, /o /, /u/. Кожен з голосних, за винятком короткого /ɔ/, може бути як довгим, так і носовим. Довгота пов'язана з ознакою сили / слабкості наступного за гласним приголосного. Голосний може бути довгим тільки в ударному складі перед коротким (слабким) приголосним: kador [k’a:dor] «стілець». Перед довгим (сильним) приголосним голосний буде коротким: yaouank [j'owank] «молодий». У ненаголошених складах зустрічаються тільки короткі голосні; в деяких діалектах у безударному складі з'являється редукований голосний [ə] (шва). Окрім того, у бретонських голосних є протиставлення за ступенем підйому (нижній, середній, верхній) і огубленості.
Протиставлення відкритих /ɛ/ / /ɔ/ і закритих /e/ / /o/ відзначається тільки під наголосом.
Часто зустрічається контактна назалізація голосних, яка виникає під впливом сусіднього носового приголосного: tomm /tõm/ «гарячий».

#### Приголосні
У фонетичному складі бретонської мови представлено наступні приголосні за МФА:
|                   | Губні | Ясенні | Середньопіднебінні | Задньоязикові | Гортанні |
| Носові            | m     | n      | ɲ                  | ŋ             |          |
| Зімкнено-проривні | p b   | t d    | c ɟ                | k g           |          |
| Щілинні           | f v   | s z    | ʃ ʒ                | x             | h        |
| Апроксиманти      |       |        | j ɥ                | w             |          |
| Бічні             |       | l      | ʎ                  |               |          |
| Дрижачі           |       | r      |                    |               |          |

Для низки діалектів описаний контраст приголосних за ознакою «сили»: «сильні» (fortes) дзвінкі зімкнено-проривні протиставляються «слабким» (lenes), глухі завжди вважаються сильними; сонанти також контрастивної за цією ознакою. Система приголосних літературного варіанта така ж, як в діалектах КЛТ.
В абсолютному виході слова (синтагмі) можуть стояти тільки глухі приголосні; в інтервокальному положенні (між двома голосними) — тільки дзвінкі: mat /mat/ «хороший» — mat eo /ma:deo/ «Він хороший».
Перед передньоязичними голосними помітна палаталізація зімкнених приголосного: kik /k'ik'/ «м'ясо».
У групах приголосних виду «дзвінкий + глухий» відбувається уподібнення (асиміляція), при якому сильнішим виявляється другий з двох розташованих поруч приголосних: addeskiñ /at 'teskĩ/ «вивчати», проте в правопису це не ніяк зображається.
Консонантий стрій бретонської мови істотно відрізняється за діалектами. Так, у низці діалектів (першою чергою ванському) існує сегмент [ɦ]; у багатьох діалектах [r] реалізується як [ʀ] або [ʁ]. У ряді ванських діалектів існує також глухий увулярний [χ]. Існують діалекти, де в число приголосних входять глухі сонанти на зразок [l̥]. У деяких північних діалектах присутній особливий спірант, що позначається [vh] і відрізняється від звичайного [v] більшою тривалістю і інтенсивністю виголошення.

#### Наголос
Наголос у бретонській мові —— силовий; падає на передостанній склад, хоча є деякі винятки (стягнення). У ванському діалекті наголос падає на останній склад. У цьому діалекті зберігся архаїчний тип просодики, успадкований від давньобретонської мови, в діалектах КЛТ — наголос перейшов на передостанній склад на початку середньобретонської доби.

#### Морфонологія
У бретонській мові найвідмітнішим видом морфологічних чергувань є початкові мутації; вони нерідко виявляються єдиним показником роду — так, наприклад, леніція після артикля відбувається у іменників ж. р. однини і м. р. множини: ar g-kador «стул» (ж. р. одн.), ar d-tud «народ» (м. р. мн.). Правила мутацій, узагалі, схожі з валлійськими; вони можуть відрізнятися навіть у межах одного діалекту.
Для літературної мови властиві такі види мутацій:
1. щілинні: k — c'h, p — f, t — z;
2. сильна: g — k, b — p, d — t;
3. м'яка: k — g, p — b, t — d, g — c'h, b — v, d — z, m — v;
4. змішана: g — c'h, b — v, d — z, m — v;
5. носова: d — n.

Утворення множини від основ на зубний приголосний викликає м'якшення: ant «борозна» — у множині anchou (t перейшло в ch).
Чергування в корені під впливом голосного наростка або закінчення (переголос) стали показником множини: bran «крук» — у множині brini.

### Морфологія
За своїм строєм бретонська — аналітична мова з деякими ознаками синтетизму, які зустрічаються в особистих формах дієслова і займенникових прийменниках. Відмінкові значення виражаються аналітичними засобами. Синтаксичні значення виражаються в основному за допомогою позицій, прийменників тощо. До дієслова примикають віддієслівні прикметники (дієприкметники) і дієйменником. Займенники, числівники і прислівники виділяються так само, як й у валлійській мові. Прийменники, сполучники, родівники і частки утворюють групу службових частин мови; виділяються вигуки. Слова для уточнення місця, часу і т. ін. використовуються дуже рідко.

#### Загальні категорії

##### Рід
Рід (чоловічий і жіночий) виражається за допомогою мутацій у слові, які викликаються артиклем, займенником або іншим сусіднім словом; окрім цього, існує ряд приростків, які використовуються для утворення іменників жіночого роду, як, наприклад, -en і -ez: bleiz «вовк» — bleizez «вовчиця» тощо. Залежно від роду слова змінюються лише деякі числівники (див. нижче); в інших же випадках слова (зокрема прикметники) за родами не змінюються.

##### Число
Чисел в бретонській мові три: однина, двоїна і множина. Утворення форм чисел відрізняється в залежності від діалекту. Для множини зазвичай використовуються закінчення, які залежать від одухотвореності: -ed — для одухотворених іменників і дерев, -(i)où — для неживих. Крім цих закінчень, існують і інші: -i, -ier, -on, -ez, -en; деякі з них викликають переголос: bran «крук» — у множині brini. Іноді переголос сама утворює форму множини: dant «зуб» — у множині dent. Зустрічається суплетивізм: ki «собака» — у множині chas.
Деякі слова, що позначають парні предмети, використовують приросток «два» для утворення форми двоїни: daou-lagad «два ока».
Від форми двоїни можна утворити так звану «подвійну» множину: daoulagadoù «пари очей»; це ж число можна утворити за допомогою приєднання звичайного показника форми множини до збірного іменника: dilhad «одяг» — dilhadoù «кілька наборів одягу». Від збірного поняття можна утворити іменник, що позначає окрему його частину: geot «трава» — geot-enn «травинка»; так само можна зробити і з формою двоїни — brini «круки» — brinien «окремі особини з множини воронів» — і з формою однини botez «взуття» — у множині botoù «багато предметів взуття» — botezen «окремі предмети взуття».

##### Належність
На відміну від гойдельських мов, бретонською мовою приналежність можна висловити дієсловом am eus «мати». Крім того, належність може виражатися присвійні займенниками: va zi «мій дім» тощо. Для посилення значення приналежності до іменника може додаватися відповідне особі власника особовий займенник: va zi-me «дім мій»; з цією ж ціллю використовуються відмінювані прийменники a і de, які позначають походження і визначають іменник з певним артиклем або присвійним займенником: an ti ac'hanon «мій дім», e vreur dezhan da zi «його брат» тощо. Якщо приналежність виражається поєднанням двох сусідніх іменників, то визначальне слово без артикля стоїть першим: toenn ti «дах будинку», де toenn «дах» є визначальним; визначальне слово ti, своє чергою, може мати визначник (зокрема артикль): toenn ti an tad «дах будинку батька», toenn un ti bras «дах (якогось) великого будинку».

#### Частини мови

##### Числівники
Система обчислення в бретонській мові — двадцяткова. Числівник unan «один» не вживається з іменниками; в цьому випадку число буде виражатися артиклем.
Числівники від двох до чотирьох мають рід:
- daou baotr «два хлопчики» — div blac'h «дві дівчинки»;
- tri mab «три сина» — teir merc'h «три дочки»;
- pevar mevel «четверо слуг» — peder metez «чотири служниці».

В інших випадках числівники залежно від роду узгоджуваного з ним слова не змінюються.
Числівники бретонської мови в таблиці:
| 1 — unan [ˈyːnɑ̃n]                       | 21 — unan warn uɡent [ˈyːnɑ̃n warˈnyːɡɛn(t)]              |
| 2 — daou [dou̯] / div [diw]              | 22 — daou warn uɡent [ˈdou̯ warˈnyːɡɛn(t)]                |
| 3 — tri [triː] / teir [tei̯r]            | 23 — tri warn uɡent [ˈtriː warˈnyːɡɛn(t)]                |
| 4 — pevar [ˈpɛːvar] / peder [ˈpeːdɛr]   | 24 — pevar warn uɡent [ˈpɛvar warˈnyːɡɛn(t]              |
| 5 — pem(p) [pɛm(p)]                     | 25 — pemp warn uɡent [ˈpɛmp warˈnyːɡɛnt]                 |
| 6 — cʼhwecʼh [xwɛːx]                    | 26 — cʼhwecʼh warn uɡent                                 |
| 7 — seizh [sei̯s]                        | 27 — seizh warn uɡent [ˈsei̯z warˈnyːɡɛn(t)]              |
| 8 — eizh [ei̯s]                          | 28 — eizh warn uɡent [ˈei̯z warˈnyːɡɛn(t)]                |
| 9 — nav [nao̯]                           | 29 — nav warn uɡent [ˈnao̯ warˈnyːɡɛn(t)]                 |
| 10 — dek [dek] / [deːɡ]                 | 30 — treɡont [ˈtreːɡɔn]                                  |
| 11 — unnek [ˈœ̃nɛk] / [ˈœ̃nɛɡ]            | 40 — daou uɡent [dou̯ˈyːɡɛn] (2 x 20)                     |
| 12 — daouzek [ˈdɔu̯zɛk] / [ˈdɔu̯zɛɡ]      | 50 — hanter kant [ˈhɑ̃ntɛr ˈkɑ̃n] («половина від 100»)     |
| 13 — trizek [ˈtriːzɛk] / [ˈtriːzɛɡ]     | 60 — tri uɡent [ˈtriˈyːɡɛn] (3 x 20)                     |
| 14 — pevarzek [pɛˈvarzɛk] / [pɛˈvarzɛɡ] | 70 — dek ha tri uɡent [ˈdɛɡ a triˈyːɡɛn] (10 + (3 x 20)) |
| 15 — pemzek [ˈpɛmzɛk] / [ˈpɛmzɛɡ]       | 80 — pevar uɡent [ˈpɛːvar ˈyːɡɛn] (4 x 20)               |
| 16 — cʼhwezek [ˈxweːzɛk] / [ˈxweːzɛɡ]   | 90 — dek ha pevar uɡent (10 + (4 x 20))                  |
| 17 — seitek [ˈsei̯tɛk] / [ˈsei̯tɛɡ]       | 100 — kant [kɑ̃n]                                         |
| 18 — triwecʼh [ˈtriwɛx] (3 x 6)         | 200 — daou cʼhant [ˈdou̯ ˈxɑ̃n]                            |
| 19 — naontek [ˈnao̯tɛk]                  | 1000 — mil [ˈmil]                                        |
| 20 — uɡent [ˈyːɡɛn(t)]                  | 2000 — daou vil [dou̯ ˈvil]                               |

##### Займенник
Особисті займенники (суб'єктна форма):
| Особа | Однина                              | Множина               |
| ----- | ----------------------------------- | --------------------- |
| 1     | me                                  | ni                    |
| 2     | te                                  | c'hwi                 |
| 3     | eñ (чоловічий рід) hi (жіночий ріж) | i (ч. р.) int (ж. р.) |

Особисті займенники (об'єктна форма):
| Особа | Однина                           | Множина   |
| ----- | -------------------------------- | --------- |
| 1     | va, 'm                           | hol, hon  |
| 2     | da, 'z                           | ho, hoc'h |
| 3     | e, hen (м. р.) he, hec'h (ж. р.) | Нема Нема |

В бретонській мові є три ступені вказівних займенників: «найближчі», «ближні» і «віддаленіші». Вони, крім «ближніх», вживаються з іменниками як післяйменники: an den-mañ «ця людина (найближча)» — an den-se «ця людина».
У бретонській мові існують так звані займенникові прийменники, які точно передають місцезнаходження об'єкта: наприклад, em c'hichen «біля мене», a-dreñv-din «позаду мене».

##### Дієслово

###### Перехідність і неперехідність
У бретонській мові немає чітко вираженої морфологічної межі між перехідними і неперехідних дієсловами, та багато дієслів можуть бути як перехідними, так і неперехідних залежно від контексту: наприклад, arvesti як перехідний дієслово означає «споглядати», а як неперехідний — «бути присутнім (на чомусь)».
За середньобретонської доби неперехідні дієслова відмінювалися за допомогою допоміжного дієслова bezañ «бути»; у сучасній мові дедалі частіше використовується дієслово kaoud «мати», проте це все ж залежить від діалекту.

###### Дієслівний стан
У бретонській мові, як і в інших кельтських мовах, є діяльний стан дієслова (для перехідних, неперехідних, зворотних і безособових дієслів) і пасивний стан (для перехідних дієслів) з пов'язаними з ним безособовими формами, які може мати будь-яке дієслово.
Пасивний стан і безособове відмінювання відрізняються тим, що перший не використовується, навіть якщо вираженим є агенс. Для позначення зворотньої або взаємної дії існує частка em.

###### Способи дієслова і часи
У бретонській мові три способи: дійсний, умовний і наказовий. Дійсного способу має 4 часи дієслова, які утворюються синтетично: теперішній, імперфект, минулий і майбутній; є також ряд складних і надскладних часів, утворених аналітично (теперішній час допоміжного дієслова + дієприкметник минулого часу): перфект, давноминулий, минулий попередній і майбутній попередній. Надскладні часи будуються за схемою «перфект допоміжного дієслова + дієприкметник минулого часу». Аналітичний перфект майже витіснив минулий час — він зберігся тільки в письмовій мові.
В умовному способі є тільки два синтетичні часи — теперішній і минулий.
Бретонське дієслово має низку особливостей. Дієслова bezañ «бути» і endevout/kaout «мати» в теперішньому часі і Імперфект мають форму звичайної дії, яка позначає якісь часто повторювані дії: наприклад, Poan hor bez o labourat e-pad ar goañv «Нам важко працювати взимку»; такі речення часто супроводжуються прислівниками часу: alles «часто», bendez «щодня» тощо. Дієслово «бути» в теперішньому часі й імперфект має особливу «ситуаційну» форму, яка передає «точкове» дію в часі і просторі: Emañ klañv «Він хворий (зараз)», Emañ e Brest «Я (зараз) перебуваю в Бресті»; в поєднанні з часткою о і дієприкметником теперішнього часу «ситуаційна» форма може мати значення теперішнього тривалого часу: Emaon o vont «Я йду».
Перфект будується з допоміжним дієсловом «мати» і дієприкметником минулого часу: Lennet en deus Yann al levr «Ян прочитав книгу».

###### Дієвідмінювання
| Число            | «Безособове»                                                                           | «Особове» з дієсловом ober «робити»                                        | «Особове»                                                                                   |
| ---------------- | -------------------------------------------------------------------------------------- | -------------------------------------------------------------------------- | ------------------------------------------------------------------------------------------- |
| Однина           | Me a skriv «Я пишу» Te a skriv «Ти пишеш» Eñ a skriv «Він пише» Hi a skriv «Вона пише» | Skriva a ran — буквально: «Писання, яке я роблю». Skriva a rez Skriva a ra | Eul lizer a skrivan — буквально: «Лист, який я пишу». Eul lizer a skrivez Eul lizer a skriv |
| Множина          | Ni a skriv «Ми пишемо» C'hwi a skriv «Ви пишете» I a skriv «Они пишут»                 | Skriva a reomp Skriva a rit Skriva a reont                                 | Eul lizer a skrivomp Eul lizer a skrivit Eul lizer a skrivont                               |
| Безособова форма |                                                                                        | Skriva a reer                                                              | Eul lizer a skriver                                                                         |

«Безособове» відмінювання зобов'язане своєю назвою незмінній формі дієслова; підмет передує дієслову (присудку). «Особове» відмінювання використовується у тому випадку, коли прямий додаток передує дієслову; словозміна в дієслівній формі вказує на особу. Елемент a походить від відносного займенника.

###### Часи і способи, утворені синтетично
| Число            | Особа | Теперішній час      | Імперфект           | Минулий час                               | Майбутній час                        |
| ---------------- | ----- | ------------------- | ------------------- | ----------------------------------------- | ------------------------------------ |
| Однина           | 1 2 3 | -an(n) -ez (-es) —  | -an(n) -ez (-es) -e | -iz (-is) -jout -az (-as)                 | -in -i -o                            |
| Множина          | 1 2 3 | -omp -it (-et) -ont | -emp -ec'h -ent     | -zomp (-jomp) -joc'h (-jot) -zont (-jont) | -imp (-fomp) -ot (-fet) -int (-font) |
| Безособова форма |       | -er                 | -ed                 | -jod                                      | -or                                  |

| Число            | Особа | Теперішній час                       | Минулий час        |
| ---------------- | ----- | ------------------------------------ | ------------------ |
| Однина           | 1 2 3 | -f, -z, -j, -ch, -en -fez (-fes) -fe | -jen -jes -je      |
| Множина          | 1 2 3 | -femp -fec'h -fent                   | -jemp -jec'h -jent |
| Безособова форма |       | -fed                                 | -jed               |

| Число            | Особа | Словозміна                 |
| ---------------- | ----- | -------------------------- |
| Однина           | 1 2 3 | — — -et                    |
| Множина          | 1 2 3 | -omp -it (-et) -ent (-ent) |
| Безособова форма | —     | —                          |

###### Заперечення
В бретонській мові дієслівне заперечення багато в чому схоже з французьким. Воно виражається циркумфіксом ne … ket — це склалося за новобретонську добу. Частка ket може бути замінена на інші негативні частинки: mui «більше», morse «ніколи», ebet «ніхто» тощо
У деяких діалектах першого негативного слово ne часто опускається; інфінітив має особливу негативну форму chom hep, себто дослівно «залишатися без», яка ставиться після слова, до якого вона належить.

#### Вигуки
Вигуки склалися на основі різних частин мови; найближчою за змістом до вигуків є категорія вигуку в прикметниках, яка утворюється шляхом приєднання показника -(h)et (-at): Gwanat den! «Яка слабка людина!»

#### Словотвір
У словотворенні найбільше розвинена суфіксація. Деякі суфікси було запозичено з французької: наприклад, -ans від фр. -ance. Деякі суфікси утворюють імена жіночого (-ek, -enti, -iz тощо) або чоловічого (-ded, -der й ін.) роду; деякі суфікси можуть бути використані для утворення імен як жіночого, так і чоловічого роду — це, наприклад, приросток -erez, який утворює імена діячів жіночого роду, але абстрактні імена чоловічого роду: kaozerez «говоруха» (жіночий рід) — kaozerez «говоріння, розмова» (чоловічий рід).
Є словоскладання: menez-tan «вулкан» — від menez «гора» і tan «вогонь».
Прикметники можуть бути субстантивовані і при цьому мати форму числа.

### Синтаксис
З розвитком аналітизму дієслово в бретонській мові набуло складну складову форму, яка власне виступає як аналітична форма дієслова: дієслівне ім'я + відносна частка a/e + допоміжне дієслово ober «робити». Речення з порядком слів VSO (присудок — підмет — прямий додаток) є відносно нейтральним: Klask a ra Yann ul levr «Ян бачить книгу».
Фінітне дієслово у невідносній формі може стояти на початку, якщо воно стоїть у наказовому способі або якщо речення є відповіддю на питання.
Порядок слів OVS з винесенням дієслівного імені на початок речення виділяє дію: Klask ul revr a ra Yann «Бачить книгу Ян».
Зі взаємним розташуванням дієслова і підмета пов'язано вживання різних видів дієвідмінювання:
- коли підмет передує дієслову, то вживається «безособове» дієвідмінювання: Ar vugale a gar o zad «Діти люблять свого батька» (SVO)[33];
- коли підмет, виражений іменником, слідує за дієсловом, вживається «особисте» відмінювання з дієсловом «робити»: Deskouez a ra an tan avel «Вітер віщує вогонь» (VSO)[33];
- Якщо дієслову передує додаток, а підмет не виражено ні займенником, ані ім'ям, то особа діяча виражається словозміною в дієслові: Va zad a garan — дослівно: «Мій батько, якого я люблю» (OV)[33].

У негативних реченнях порядок слів зазвичай буде SVO з обов'язковим погодженням дієслова: Ar vugale ne welont ket o zad «Діти не бачать свого батька».
Як і в інших кельтських мовах, в бретонском широко використовується інфінітив. У сучасній мові інфінітив з артиклем може бути підметом і доповненням; він може вживатися як заміна фінітного дієслова в окличних, спонукальних і деяких інших видах речень. Інфінітивні звороти, які часто використовувалися за середньобретонської доби, наразі майже зникли.
Частини складного речення з'єднуються за допомогою сполучників і сполучних слів. Зазвичай за сполучником слідує відносна дієслівна частка e: … had e kouezhas «… і він упав», … peogwir e varvas «… тому що він помер»; винятками є сполучники hogen «але» і rak «так як» — вони потребують іншого порядку слів: … rak e vam a varvas «… так як його мати (яка) померла», але не … rak e varvas e vamm. Після сполучників ma (mar) «якщо» і pa «коли» частка e не вживається.

### Лексика

#### Запозичення
Найдавніші запозичення з латинської мови з'явилися в бретонській до переселення предків бретонців на материк: abostol (від лат. apostolus) тощо. Після появи бретонців на півострові Бретань було запозичено такі слова, як mank («однорукий» — від лат. mancus), kab («голова» — від лат. caput) тощо.
Деякі запозичення мають численні похідні — наприклад, від kemmañ «змінювати» (від лат. cambio) можна утворити kemmaden «зміна», kemmadur «зміна», kemmas «змінний» і т. ін.
З XII—XIII століть починаються запозичатися французькі слова. Нині число запозичень з французької дуже велике і навіть перевищує число питомо бретонських слів; у діалектах, якими говорять на границі з франкомовною зоною, число запозичень з французької дещо вище.

#### Приклади слів
- Degemer mat — Ласкаво просимо;
- Breizh — Бретань;
- Brezhoneg — Бретонська мова;
- Ti — Хата;
- Kreiz-kêr — Центр міста;
- Skol — Школа;
- Skol-veur — Університет;

## Приклад вірша
«Заповіт» Т. Г. Шевченка бретонською мовою (переклала Наїґ Розмор):
| VA ZESTAMANT Pa vezin maro, sebeillit ahanon En eur hourgane E-kreiz ar stepenn divuzul E va Ukrainia karet Ablamour din da weled Ar parkou didermen, An Dniepr hag e riblou serz Ha kleved ar ster o vlejal En eur gas ganti, pell euz an Ukrainia, Beteg e strad ar mor glaz, Gwad va enebourien… Dilezel a rin peb tra Parkou, torgennou Hag e yin daved Doue Evid pedi… Hogen beteg ar termen-se Ne anavezan ket Doue! Sebeillit ahanon med c'hwi avad, Chomit en ho sav. Torrit ho chadennou Ha gand gwad livrin ar mac'her Bouetit ho frankiz! Da houde, e famill vraz ar poblou, Er famill dieub ha nevez, N'ankounac'hait ket dalher sonj diouzin Dre eur gomz peoc'huz ha flour. |